# Berecz Kristóf Uwe
Berecz Kristóf Uwe, névváltozata: Berecz Uwe (Budapest, 2004. december 21. –) magyar színész.

## Színházi szerepek
2011 szeptemberétől a pomázi EzerARTs készségfejlesztő és alkotóműhelyben tanulta a színészi képességeket Nyári Darinka és Kiss Ernő Zsolt, a Madách Színház művészei vezetésével. Az ő segítségükkel jutott el 2011 októberében a színház szereplőválogatására, ahol három forduló után kiválasztották a Mary Poppins című musicalbe Michael Banks szerepére.
Szerepei:
- Mary Poppins: Michael Banks
- A muzsika hangja: Kurt
- A négyszögletű kerekerdő: Mikkamakka
- Valahol Európában: Szeplős
- Meseautó: Kovács Pistike

## Szinkronszerepek

### Filmek
- 2013. Barátom az elefántom: Fiú (Revoice/BTI Studió)
- 2013. Steve Irwin vadvilági harcosai: Robert (Mafilm Studió)
- 2017. Az: Richard Richie Tozier (InterCom Zrt.)
- A Kis herceg: Kis herceg
- A Fiú a tükörből

### Sorozatok
- Pán Péter legújabb kalandjai: Michael (Subway 2000 Kft.)
- Gumball csodálatos világa: Gumball Watterson (5. évad 11. részétől) Logan Grove
- A Lármás család: Clyde McBride
- Találd ki, mennyire szeretlek!: Kis Mezei Nyuszi (Subway 2000 Kft.)
- Az Oroszlán őrség: Bunga (SDI Media Hungary)
- Szünidei napló: Muki (SDI Media Hungary)
- Szuper szárny: Rod (SDI Media Hungary)
- Baba cápa nagy műsora: William (SDI Media Hungary)
- A Thunderman család

Harris Evilman
- Hunter Street: Sal Hunter (SDI Media Hungary)
- Nicky, Ricky, Dicky és Dawn: Ricky (SDI Media Hungary)
- Rick és Morty: Roy, Ifjabb Morty gyerekként (Active Stúdió)
- Az elnök embere: Jason McCord – Evan Roe
- Csoda Kitty: Puppycorn (SDI Media Hungary)
- A szultána: Musztafa herceg (gyermek), Murad herceg (gyermek)
- Az ifjú Sheldon: Tam – Ryan Phuong
- Rejtélyek Városkája: Gyerek Stanford Pines
- Ghostforce: Andy Baker
- Star Wars: Jedihistóriák: Szenátor fia – Josh Keaton
- Fülig beléd zúgtam: Charlie Spring
- Vadócok: Craig Williams
- Kacsamesék (2017): Tiki
- Mindvégig Agatha: Teen

### Egyéb
- League of Legends

## Tévészereplések
- 2014. TV2: Jóban Rosszban: Szerémi Dani
- 2017. Duna: Tóth János: Böcskei Flórián